# Bal maturalny (film 2011)
Bal maturalny (ang. Prom) – film, komedia wyprodukowana w USA w 2011 roku przez Walt Disney Pictures.